# René Schöfisch
René Schöfisch (Berlín Oriental, RDA, 3 de febrero de 1962) es un deportista de la RDA que compitió en patinaje de velocidad sobre hielo. Participó en los Juegos Olímpicos de Sarajevo 1984, obteniendo dos medallas de bronce, en las pruebas de 5000 m y 10 000 m.

## Palmarés internacional
| Juegos Olímpicos | Juegos Olímpicos      | Juegos Olímpicos  | Juegos Olímpicos |
| Año              | Lugar                 | Medalla           | Prueba           |
| ---------------- | --------------------- | ----------------- | ---------------- |
| 1984             | Sarajevo (Yugoslavia) | Medalla de bronce | 5000 m           |
| 1984             | Sarajevo (Yugoslavia) | Medalla de bronce | 10 000 m         |